# Sârbi (gmina Fărcașa)
Sârbi – wieś w Rumunii, w okręgu Marmarosz, w gminie Fărcașa. W 2011 roku liczyła 577 mieszkańców.